# Vehículo pilotado opcionalmente
Un vehículo pilotado opcionalmente u OPV (por las siglas del inglés Optionally Piloted Vehicle) es una aeronave que se puede configurar según su misión de tal forma que puede volar tanto tripulada, con piloto humano, como no tripulada. Un OPV es por lo tanto un híbrido entre los aviones pilotados convencionales y los vehículos aéreos no tripulados (UAV).
Capaz de volar con o sin tripulación humana a bordo de la aeronave, los OPV son una alternativa de bajo-coste a los UAV en investigación, experimentación, y exploración de conceptos, pero también pueden ser utilizados en tareas más populares a medida que su familiaridad aumenta. Sin las limitaciones fisiológicas de un humano, un OPV es capaz de operar bajo condiciones más adversas y/o durante más tiempo. Al conservar el tablero de control a bordo, el OPV puede operar como aeronave convencional en aquellas misiones en las que se prefiera el control humano directo como una opción inmediata.